# Associazione Calcio Novara 1931-1932
Questa pagina raccoglie i dati riguardanti l'Associazione Calcio Novara nelle competizioni ufficiali della stagione 1931-1932.

## Rosa
| N. |                   | Ruolo | Calciatore         |
| -- | ----------------- | ----- | ------------------ |
|    | Italia (bandiera) | A     | Carlo Bay          |
|    | Italia (bandiera) | A     | Teresio Bercellino |
|    | Italia (bandiera) | C     | Adriano Bossetti   |
|    | Italia (bandiera) | D     | Angelo Cassano     |
|    | Italia (bandiera) | D     | Guido Cavagnino    |
|    | Italia (bandiera) | D     | Libero Checco      |
|    | Italia (bandiera) | A     | Curti              |
|    | Italia (bandiera) |       | De Vecchi          |
|    | Italia (bandiera) | C     | Angelo Galli       |
|    | Italia (bandiera) | P     | Giuseppe Gamba     |
|    | Italia (bandiera) | A     | Aldo Invernizzi    |
|    | Italia (bandiera) | A     | Silvio Merlo       |
|    | Italia (bandiera) | D     | Edmondo Mornese    |

| N. |                   | Ruolo | Calciatore          |
| -- | ----------------- | ----- | ------------------- |
|    | Italia (bandiera) | A     | Angelo Mosca        |
|    | Italia (bandiera) | C     | Alberto Pagliarini  |
|    | Italia (bandiera) | A     | Omaggio Perucco     |
|    | Italia (bandiera) |       | Lorenzo Piantanida  |
|    | Italia (bandiera) | D     | Mario Rabaglio      |
|    | Italia (bandiera) | A     | Augusto Ravetta     |
|    | Italia (bandiera) | A     | Ezio Rizzotti       |
|    | Italia (bandiera) | C     | Adamo Roggia        |
|    | Italia (bandiera) | C     | Serrati             |
|    | Italia (bandiera) | P     | Simonetti           |
|    | Italia (bandiera) | A     | Giovanni Spagnolini |
|    | Italia (bandiera) | A     | Eugenio Tognazzi    |
|    | Italia (bandiera) |       | Michele Zanzola     |